# (98722) Elenaumberto
(98722) Elenaumberto (2000 YJ8) – planetoida z grupy pasa głównego asteroid okrążająca Słońce w ciągu 4,16 lat w średniej odległości 2,59 j.a. Odkryta 22 grudnia 2000 roku.